# Globi d'oro 2015
La 55ª edizione dei Globi d'oro si è tenuta martedì 16 giugno 2015 al Palazzo Farnese.

## Albo d'oro
I vincitori sono indicati in grassetto, a seguire gli altri candidati.

### Miglior film
- Il giovane favoloso, regia di Mario Martone
- Mia madre, regia di Nanni Moretti
- Anime nere, regia di Francesco Munzi
- Il racconto dei racconti - Tale of Tales, regia di Matteo Garrone
- Fango e gloria - La Grande Guerra, regia di Leonardo Tiberi

### Gran Premio della stampa estera
- Torneranno i prati, regia di Ermanno Olmi

### Miglior opera prima
- Vergine giurata, regia di Laura Bispuri
- Arance e martello, regia di Diego Bianchi
- Cloro, regia di Lamberto Sanfelice
- La terra dei santi, regia di Fernando Muraca
- N-Capace, regia di Eleonora Danco

### Miglior attore
- Luca Zingaretti - Perez.
- Diego Bianchi - Arance e martello
- Gianni Di Gregorio - Buoni a nulla
- Fabrizio Ferracane - Anime nere
- Francesco Scianna - Latin Lover

### Miglior attrice
- Alba Rohrwacher - Hungry Hearts
- Margherita Buy - Mia madre
- Virna Lisi - Latin Lover
- Micaela Ramazzotti - Il nome del figlio
- Sara Serraiocco - Cloro

### Miglior sceneggiatura
- Matteo Garrone, Edoardo Albinati, Ugo Chiti e Massimo Gaudioso - Il racconto dei racconti - Tale of Tales
- Francesco Munzi, Fabrizio Ruggirello e Maurizio Braucci - Anime nere
- Mario Martone e Ippolita DI Majo - Il giovane favoloso
- Paolo Sorrentino - Youth - La giovinezza
- Nanni Moretti, Francesco Piccolo e Valia Santelli - Mia madre

### Miglior fotografia
- Luca Bigazzi - Youth - La giovinezza
- Roberto Forza - Arance e martello
- Renato Berta - Il giovane favoloso
- Simone Zampagni - Maraviglioso Boccaccio
- Ferran Paredes Rubio - Perez.

### Miglior musica
- Andrea Farri - Latin Lover
- Dissoi Logoi - Io sto con la sposa
- Pino Donaggio - La buca
- Riccardo Ceres - Perez.
- Giordano Corapi - Take Five

### Miglior commedia
- Noi e la Giulia, regia di Edoardo Leo
- Arance e martello, regia di Diego Bianchi
- Buoni a nulla, regia di Gianni Di Gregorio
- Il nome del figlio, regia di Francesca Archibugi
- Latin Lover, regia di Cristina Comencini

### Miglior documentario
- Rondi, vita, cinema e passione, regia di Giorgio Treves
- Il diario di Felix, regia di Emiliano Mancuso
- Musica valida per l’espatrio, regia di Francesco Cordio
- Rada, regia di Alessandro Abba Legnazzi
- Triangle, regia di Costanza Quatriglio

### Miglior cortometraggio
- Due piedi sinistri, regia di Isabella Salvetti
- Articolo 4, regia di Paolo Zaffaina, Alberto Guariento e Matteo Manzi
- A vuoto, regia di Adriano Giotti
- L'impresa, regia di Davide Labanti
- Sugar Plum fairy, regia di Marco Renda

### Globo d'oro alla carriera
- Dante Ferretti